# Bilciurești
Bilciurești è un comune della Romania di 1 678 abitanti, ubicato nel distretto di Dâmbovița, nella regione storica della Muntenia.
Il comune è formato dall'unione di 2 villaggi: Bilciurești e Suseni-Socetu.